# 鹿嶋ゆかり
鹿嶋 ゆかり（かしま ゆかり、10月5日 - ）は、日本のタレント、モデル。東京都出身。ニュートラルマネジメント （NMT inc.）所属。以前は、水野はるか、水野友加里の名義で活動。2015年7月より、鹿嶋ゆかりに改名。

## 来歴・人物
特技・趣味はヨガ、サウナ、ショッピング。
第1回ピチレモン読者モデルで受賞し、モデル活動をしている。

## 出演

### テレビドラマ
- Stand Up!!（2003年、TBS） - 斉藤輝美 役
- エースをねらえ!（2004年、テレビ朝日）
- 世界の中心で、愛をさけぶ（2004年、TBS） - 黒沢千尋 役
- だいすき!! 第8・9・最終話（2008年、TBS）
- 湘南探偵物語 （2008年、テレビ朝日） - 黒井美春 役

### ウェブドラマ
- やれたかも委員会（2018年3月10日、AbemaTV） - 振り返る女 役[1]

### CM
- ソニー α100
- 大鵬薬品 「ゼノールエクサムFX」
- NHK 「サッカーW杯」
- バリアスラボラトリーズ「BOWS SUPER BOWS DIET」
- 九州石油
- 洋服の青山
- ららぽーと
- 東京ガス 環境CMシリーズ あしたの話
- ヤマト運輸 宅急便「受取指定登場」篇、「受取指定」篇
- マルイ マルコとマルオの7日間
- P&Gパンテーン
- サッポロファインフーズ ポテかるっ
- SonyEricsson 「Xperia for all」篇
- マツダ フレア「遠出女子」篇
- 野村不動産「PROUD」
- 花王「ロリエ スリムガード」
- P&G「パンテーン」
- 伊勢神宮「神宮大麻奉斎」
- 小林製薬「アンメルツ ほぐタイムマッサージ乳液」
- ロート製薬「ケアセラ ボディウォッシュ」
- ＡＮＡ 2018夏

### 映画
- デジタルハリウッド大学大学院山本ゼミ 2005年度映像作品集

デジタル映画　『カントク!』、『アイスメモリ』、『恋するサインマン』（製作：デジタルハリウッド、3作品とも主演）

### 雑誌
- spring（宝島社）
- sweet（宝島社）
- mini（宝島社）
- anan（マガジンハウス）
- ゼクシィ（リクルート）
- SAVVY（京阪神エルマガジン社）